# Erasmus Johannis
Erasmus Johannis, auch „Erasmus Janssens“ oder „van Jan; Janson“, französisch Érasme (fils) de Jean, ungarisch Erasmus János (* um 1545 in Salzwedel in der Altmark, Markgrafschaft Brandenburg; † 17. März 1601 in Klausenburg, Fürstentum Siebenbürgen im Königreich Ungarn) war ein unitarischer (sozianischer) Theologe, der in Salzwedel, Emden, Antwerpen, Leiden und Klausenburg als Lehrer und Pfarrer wirkte. In Frankfurt am Main und in Krakau arbeitete er zeitweise als Verlags-Korrektor für Hebräisch und Latein.

## Leben

### Herkunft
Erasmus Johannis aus der Familie Hanses (Abkömmlinge eines Johannes) hatte einen Bruder Jakob Hansen († nach 1591), der 1584 als Kaufmann in Hamburg lebte, und einen Bruder Georg Hanses d. J. († um 1581). Sein Bruder Jakob und sein Vater, Bürgermeister „Jürgen Hanß der Elter“ (* um 1512?; † nach 1591 oder 1584), betrieben seit 1592 gemeinsam mit seinem Schwager, dem Salzwedeler „Handelsmann und Ratsherren“ Andreas Winckler aus Altenburg, seit 1580 verheiratet mit Margaretha Hansen, eine Kupfer- und Messinghütte in Neustadt i. Meckl. Die Schwester Elisabeth („Ilse“) Hanses heiratete 1568 den Ratskämmerer Andreas Reiche d. Ä. (1531–1579) aus Goslar, Bürgermeister der Altstadt Salzwedel. Seinem Schwager Andreas Reiche widmete Erasmus Ioannis noch im selben Jahr das Gedicht Carmen in honorem filij Dei incarnati als Neujahrsjahrgruß auf das kommende Jahr 1569, seine erste bekannte Veröffentlichung.

### Studium
Am 12. Juni 1565 immatrikulierte sich „Erasmus Hanses Soltwedelen(sis)“ in Wittenberg, im Wintersemester 1566 als „Erasmus Johannes Solvedelgensis“ in Frankfurt an der Oder und im Wintersemester 1570 als „Erasmus Iohannes Soltwedelen(sis)“ in Leipzig. Zwischen 1568 und 1572 erwarb er den Magistergrad.

### Rektor in Salzwedel
„Erasmus Johannis“, „ein Antitrinitarier“, war von 1572 bis 1576 Rektor der Altstädtischen Schule seiner Heimatstadt Salzwedel. Erasmus Johannis und sein Konrektor Matthias Plato (1545–1617) veröffentlichten 1572 eine Gratulationsschrift zur Wahl des Wittenberger Pfarrers Magister Johann Cuno (* um 1542; † 1609) zum Pfarrer und Superintendenten in der Altstadt Salzwedel. Für seinen ehemaligen Lehrer Magister Joachim Symmachus († 1571) gab Johannis nach dessen Tod eine Sammlung von „Beerdigungsgedichten“ heraus.

#### Namensähnlicher Lehrer in Salzwedel
In einem Visitationsbericht von 1579 wird ein „Erasmus Lange, welcher in der alten Stadt bey der Schule dient,“ genannt, der die „Langen undt Schneider“ bei den Kirchenpatronen vertrat. Ein Gildemeister der Schneiderinnung namens Berthold Lange in Salzwedel hatte 1536 ein Stipendium für das Studium an der brandenburgischen Universität Frankfurt gestiftet.
Der Namensvetter hatte sich am 12. September 1564 als „Erasmus Langius Soltwedelensis“ in Wittenberg und im Sommersemester 1566 als „Erasmus Lange Soltwedelensis“ in Frankfurt an der Oder immatrikuliert. „Erasmus Langius“ in der Inspektion Soldtwedel unterzeichnete wie andere Lehrer und Pfarrer die Konkordienformel von 1577, war also kein Antitrinitarier.

### Aufenthalt in Bremen und Rektor in Emden
Im Herbst 1576 kam Erasmus Johannis „ein bescheidener und äußerst gelehrter Mann“, der seine brandenburgische Heimat aus Abscheu vor der flacianischen Häresie verlassen habe, zu Johannes Molanus nach Bremen. Er berichtete Molanus, dass er dessen Schüler Henricus Saleburg und Antonius Lange, die seit Winter 1575/76 als Lehrer in Bremen lebten, in Wittenberg kennengelernt hatte. Molanus empfahl ihn seinen Emder Freunden, und Johannis „erwies sich vor allen als so ausgezeichnet, dass er zur Leitung der Schule befördert wurde“. Rektor der Emder Schule, die 1573 von Gräfin Anna von Ostfriesland in ein neues Gebäude (die alte Münze in der Steinstraße) verlegt worden war, war seit 1564 Martin Berner († 1575 an der Pest) gewesen. „Erassmus Johannis“ wurde am 8. November 1576 vom Emder Stadtrat für ein Jahresgehalt von 250 Gulden als Rektor und fünfter Prediger (für die Katechismuspredigten) angestellt.
Erasmus Johannis hat im Frühjahr 1577 eine Schwester des Jacques van Haelewij aus Antwerpen geheiratet, wahrscheinlich eine verwitwete Frau. Noch 1578 bezeichnete sich Erasmus Johannis als „Ludirector“ (Schulrektor) der Lateinschule in Emden. Zu seinen Schülern gehörten Cornelius Rekenaere (1562–1603) aus Hulst, Franz Hesse, Martin Nyecamer, Hermann Andreas und Johannes Acronius, aber nicht, wie Johannes Eppinus Huninga (1588–1639) vermutete, Eggerik Egges Phebens (1556–1615) aus dem Groninger Oldambt; Phebens besuchte Emden nur im Jahr 1569. Johannis amtierte „für 6 Jahre“ als Rektor der Schule in Emden, bis er sich schließlich mit dem Emder Pfarrer Menso Alting über Fragen der Trinität überwarf.
1579 war er anlässlich einer Buchpublikation – der Bibelübersetzung der reformierten Theologen Immanuel Tremellius und Franz Junius d. Ä. ins Lateinische – in Frankfurt am Main als Verlagslektor (Corrigator) in der Offizin von Andreas Wechelus (André Wechel) († 1581) tätig.
Ältere Literatur vermutet, dass sich Johannis nach der Zeit in Emden kurz in Genf aufgehalten und dort nicht nur Théodore de Bèze kennenlernte, sondern auch von italienischen oder polnischen Studenten für den Antitrinitarismus (Arianismus) gewonnen wurde.

### In den Niederlanden
1581 bis 1583 war Erasmus Johannis oder „de Jean“ als Nachfolger von Bonaventura Vulcanius Rektor der Lateinschule in Antwerpen. Im Januar 1583 veröffentlichte er ein Studien- und Unterrichtsprogramm für die vierklassige Lateinschule, an der außer ihm drei Unterlehrer (Hypodidaskali) arbeiteten. Wie die Programmschrift aufgenommen wurde, ist nicht bekannt. Möglicherweise geriet Erasmus Johannis bereits in Antwerpen in Konflikt mit dem dortigen Burggrafen Wilhelm I. von Oranien.
Jedenfalls verließ er die Stadt und immatrikuliert sich am 14. September 1583 als „Erasmus Joannis Brandenburgensis“ für eine Fortsetzung seines Theologiestudiums an der 1575 gegründeten Universität Leiden. Er wohnte mit seiner Familie op te Hooigracht im Haus des Schout Dirck Rutgerszoon van Rijnsburch (heutige Nr. 86). Während des Aufenthaltes in Leiden starb 1583 seine Ehefrau.
Wegen der geplanten Veröffentlichung einer Schrift Clare bewijsinghe dat d’Antichrist … beghonst heeft in der kercke Christi te regneren geriet Johannis 1584 beim Statthalter Wilhelm I. von Oranien in Verdacht falscher Lehre und musste Leiden heimlich verlassen. Am 4. Mai 1584 reiste Johannis mit seinen Kindern über Amsterdam und Hamburg, wo sein Bruder Jakob lebte, Richtung Polen ab. Auf der Flucht wurde er von Francesco Pucci (1543–1597) aus Florenz begleitet. Bei dem bereits als Dissidenten bekannten Leidener Pfarrer und Professor Caspar Coolhaes (1536–1615), der 1582 bis 1586 wegen seiner Weigerung, die Confessio Belgica zu unterzeichnen, exkommuniziert worden war, wurden einige Hundert ungebundene Exemplare des Buches Manuale (= Manuale hominis Christiani e sacrae Scripturae insignioribus sententiis confectum et in 52 sectiones distinctum) und die Bibliothek von Erasmus Johannis beschlagnahmt. Die Bibliothek wurde 1585 in Leiden seinem Schwager Jacques van Haelewijn aus Amsterdam wieder ausgehändigt.
Graf Johann VI. von Nassau-Dillenburg informierte am 14. September 1584 aufgrund der – über seinen Bruder Wilhelm – aus den Niederlanden erhaltenen Nachrichten den sächsischen Kurfürsten August von Sachsen, den kursächsischen Rat Andreas Pawel, Landgraf Wilhelm IV. von Hessen-Kassel und Herzog Johann Kasimir von Pfalz-Simmern, dass der gefährliche Dissident Erasmus Johannis den Besuch der nächsten Leipziger Messe und den Druck eines lateinischen ketzerischen Buchs „wider die Dreifaltigkeit“ plane; dies habe er in einem Brief vom 11. Juni 1584 an Eberhard Spangenberg (* um 1550; † 1620) in Antorf (Antwerpen) angekündigt. Zusammen mit seinem Bruder Jakob und „mehreren Gleichgesinnten“ werde er bei Veit Straube († 1593), einem Ratsherrn, Waagschreiber und Kaufmann (Bergbauunternehmer), einkehren.

### Krakau und Polen
Am 30. November 1584 begann Erasmus Johannis in Krakau eine zweitägige Disputation mit Fausto Sozzini, in der er die Ansicht vertrat, dass Christus bereits vor seiner Geburt von Maria durch Gott erschaffen worden sei. Anschließend arbeitete er eine Zeit lang als Lateinkorrektor in der Druckerei von Aleksy Rodecki (* um 1540; † 1606), in dessen Verlag er auch einige Schriften veröffentlichte. Mit Sozzini und dem Krakauer Humanisten Andreas Dudith stand Johannis weiter in Kontakt.
Den als Kryptocalvinisten vom sächsischen Kurfürsten 14 Jahre lang inhaftierten Caspar Peucer besuchte Johannis nach dessen am 8. Februar 1586 erfolgter Haftentlassung und Bestallung als anhaltinischer Leibarzt am Dessauer Hof. Die beiden gerieten jedoch im Gespräch in heftigen Streit über die Trinitätsfrage und Johannis verließ Dessau fluchtartig wieder. Noch zehn Jahre später nannte Peucer ihn „fleischgewordener Teufel“, „Servetus“ und „Satan“, wollte seine zugesandten Schriften verbrennen und lehnte weiteren Kontakt ab.
Ende 1587 scheint Erasmus Johannis Petrus Dathenus auf dessen Reise nach Elbing in Danzig getroffen zu haben; dabei soll Dathenus ihm offenbart haben, dass er die antitrinitarische Einstellung von Michael Servetus teile.

### Unitarischer Pfarrer in Siebenbürgen
Der Arzt (Stadtphysikus) Jacobinus Bernát (Bernard Jekel) aus Klausenburg reiste mit einem Erlaubnisbrief des Fürsten Sigismund Báthory vom 14. September 1588 nach Nordungarn, um einen Lehrer für das unitarische Kollegium seiner Stadt und einen Prediger für die sächsische (deutsche) Gemeinde zu suchen. Auf der Suche nach der richtigen Person gelang es ihm, Erasmus Johannis als deutschstämmigen Kandidaten aus Krakau mitzubringen. Dieser wurde zunächst Lehrer an der unitarischen Schule (Kollegium) und zweiter Pfarrer der Stadt.

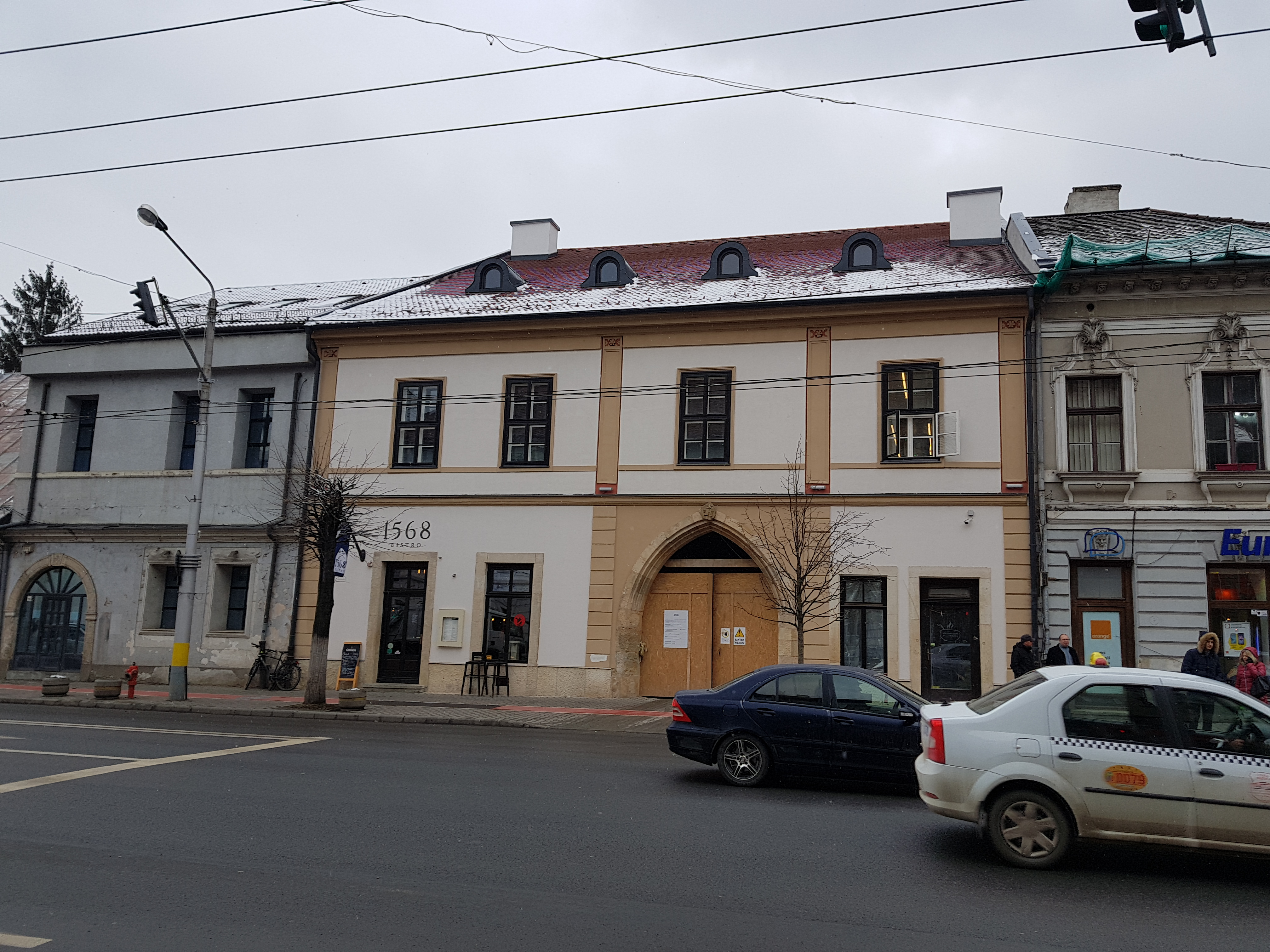
Residenz des unitarischen Bischofs in Cluj-Napoca

Vor dem ungarischen unitarischen Bischof Enyedi György (1555–1597) musste Erasmus sich am 27. November 1592 für seine religiöse Überzeugung rechtfertigen, da er verdächtigt worden war, dem Arianismus anzuhängen. Er akzeptierte Beschränkungen für seine christologische Verkündigung (keine Präexistenz des Christus vor seiner Menschwerdung). Daraufhin wählte ihn die sächsische Gemeinde in Kolozsvár (Klausenburg) am 25. September 1593 zu ihrem ersten Pfarrer. 1587 wurde er Superintendent in Vajda-Hunyad (Eisenmarkt).
Der Antitrinitarier Erasmus Johannis veröffentlichte bereits 1585 in Krakau eine Zusammenfassung seiner Ansichten unter dem Titel Antithesis doctrinae Christi et Antichristi de uno vero Deo. Die Identität des anonymen Autors wurde 1586 von Girolamo Zanchi, einem Professor der Universität Heidelberg, veröffentlicht (Doxing), begleitet von einem Wiederabdruck und einer Widerlegung aus reformierter Sicht. Im Vorwort an Johannes Sturm verweist Zanchi auf den Brief von Faustus Socinus an Mattheus Radecius vom 17. März 1585, aus dem die Urheberschaft von Erasmus Johannis hervorgeht. Théodore de Bèze tadelt Erasmus Johannis 1593 brieflich für die Veröffentlichung von „blasphemiae“ und wollte in Zukunft auch nichts mehr mit ihm („tecum – mit dir“) zu tun haben. Eine in älteren Darstellungen angenommene Übersiedlung von Erasmus Johannis nach Stade ist nicht belegt, er starb 1601 in Siebenbürgen. Sein Nachfolger wurde Georg Deidrich (* um 1570; † 1606), der auch Johannis’ Exemplar von Calvins Institutio in Besitz nahm.
In Klausenburg (später in Raków) lebte ab etwa 1593 auch der antitrinitarische Emigrant Eberhard Spangenberg (* um 1550; † 1620) aus Antwerpen, der als Sternforscher galt und wohl Johannis’ Schüler in Flandern gewesen war. In Spangenbergs Nachlass befand sich ein handschriftlicher Bericht über Erasmus Johannis. In dem antitrinitarischen (unitarischen) Kreis an der Universität Altdorf um Ernst Soner, Martin Ruarus und Johannes Crellius war Erasmus Johannis nach seinem Tod unter dem Decknamen (Pseudonym) „Desiderius Ulricus“ bekannt.

## Werke (in Auswahl)
(Quelle: )
- Carmen in honorem filij Dei incarnati, scriptum ab Erasmo Ioannis Soltquellensi.[A 12] Frankfurt an der Oder 1568 (Google-Books).
- μνημόσυνον.[A 13] Reverendo viro, vera pietate ac solida eruditione, praestanti D. Magistro Ioachimo Symmacho Soltq:, Pastori fidelissimo Ecclesiae Iesu Christi in veteri Soltuueddtlia, curis & laboribus fracto pieq: ac placide in Christo expiranti, Anno Domini LXXI. VIII. Idus Maij, Parenti in Christo ac Praeceptori suo charissimo: scriptum a M. Erasmo Iohannis Soltquellensi. Johann Kraft d. Ä., Wittenberg 1572 (staatsbibliothek-berlin.de).
- (mit Matthias Plato): Carmina Gratulatoria reverendo viro, doctrina ac pietate praestanti D. Magistro Iohanni Cunoni, suscipienti munus Superattendentis in veteri Soltquellensium vrbe. Scripta Ab eiusdem scholae Rectoribus M. Erasmo Iohannis & Matthia Platone Soltquellensibus. Johann Kraft, Wittenberg 1572 (staatsbibliothek-berlin.de).
- (mit Cornelius Rekenaere, Francisus Hessus, Martin Nyecamer, Hermann Andreas) In natalem filii Dei carmina genethliaca scripta a M. Erasmo Johannis Rectore et aliquot adolescentibus Scholae Embdanae.[A 14] Nicolaes Biestkens, Emden 1578 (Google-Books).
- (Lektor)[62] Testamenti Veteris Biblia Sacra, sive Libri Canonici, Priscae Ivdaeorvm Ecclesiae A Deo Traditi, Band IV Id est Prophetici Libri Omnes, numero XVI. Libri Prophetici, Latina recensio ex Hebraea facta. Andreas Wechelius, Frankfurt am Main 1579 (Google-Books).
- (Übersetzung) Teghenstellinghe oft Verghelyckinghe der Wercken Jesu Christi ende des Paus. In nederlantschen dichte uyten Fransoyschte ouergesett. 1583[63][64] (Google-Books).
- Regimen scholae, auctoritate ac munificentia senatus reipub. Antwerpiensis, bonarum artium ac religionis discendae gratia institutae. Christophori Plantin, Antwerpen 1583 (Google-Books).
  - (Abgedruckt) Beylage F. In: Frans Hendrik Mertens, Karel Lodewijk Torfs (Hrsg.): Geschiedenis van Antwerpen, Bd. V. van Merlen en zoon, Antwerpen 1849, S. 580–587; vgl. S. 278 (Google-Books).
- Manuale hominis Christiani e sacrae Scripturae insignioribus sententiis confectum et in 52 sectiones distinctum. Antwerpen 1583[38]
- Clare bewijsinghe dat d’Antichrist terstondt naer den doot der Apostelen beghonst heeft in der kercke Christi te regneren, ende dat daerom alle de concilien ende boecken der oudt-vaderen … met veelderhande antichristische dolinghen besmet sĳn enz. Door Erasmus Johannis.[65] o. O. (Dierck Mullem, Vianen)[66] 1584 (Google.Books).
  - (Auszug in französischer Übersetzung) Discours où l’on fait voir clairement, que la Régne de l’Ante-Christ commerça à paroitre dans L’Eglise immediatement apès la mort des Apôstres … In: Michel de La Roche († 1742): Mémoires litéraires de la Grande-Bretagne, Bd. III. Vaillant, Den Haag 1720, (zum Jahr 1584), S. 100–102 (www.digitale-sammlungen.de).
- Antithesis doctrinae Christi & Antichristi, de uno vero Deo. Alexander Rodecki, Raków 1585[63][67]
  - (abgedruckt in:) Hieronymi Zanchii: Ad Ariani Cuiusdam Libellum, Cui Titulus Est, Antithesis doctrinae Christi & Antichristi, de uno vero Deo: brevis Responsio. Matthaeus Harnisch, Neustadt/Haardt 1592 (staatsbibliothek-berlin.de), (Google-Books).
- Tractatus de caussis vitae aeternae. 1590.[68]
- De unigeniti filii Dei existentia,[69] inter Erasmum Iohannis, & Faustum Socinum disputatio. o. O. [Aleksy Rodecki, Raków] 1595 (obvsg.at, Google-Books).
  - 2. Auflage Sebastian Sternacki, Raków 1626 (Google-Books).
  - Faustus Socinus: Opera omnia in duos tomos distincta., Bd. II. Hendrick Boom, Irenopolis (= Amsterdam) 1656, bes. S. 489–528 (Google-Books).